# Gare de Pléchâtel
La gare de Pléchâtel est une gare ferroviaire française de la ligne de Rennes à Redon, située sur le territoire de la commune de Pléchâtel, à proximité du bourg de Saint-Malo-de-Phily sur l'autre rive de la Vilaine, dans le département d'Ille-et-Vilaine, en région Bretagne.
Pléchâtel est une halte de la Société nationale des chemins de fer français (SNCF), elle est desservie par des trains express régionaux TER Bretagne.

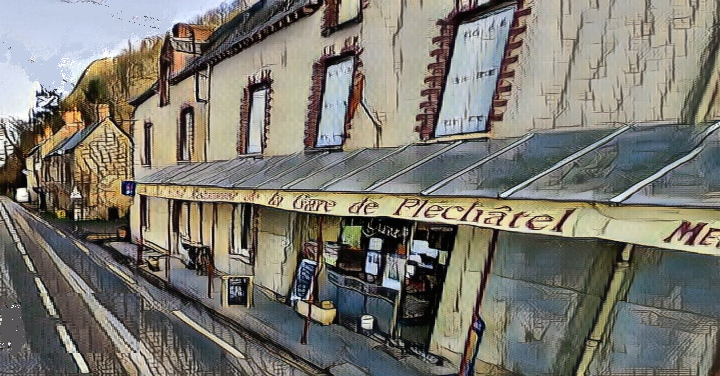
Gare de Plechatel - Rue - Peinture

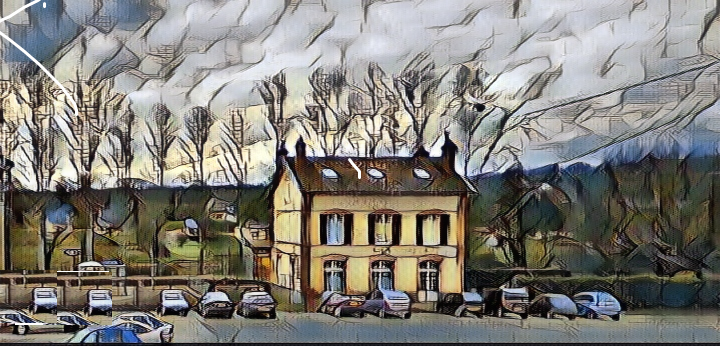
Gare de Plechatel - Peinture

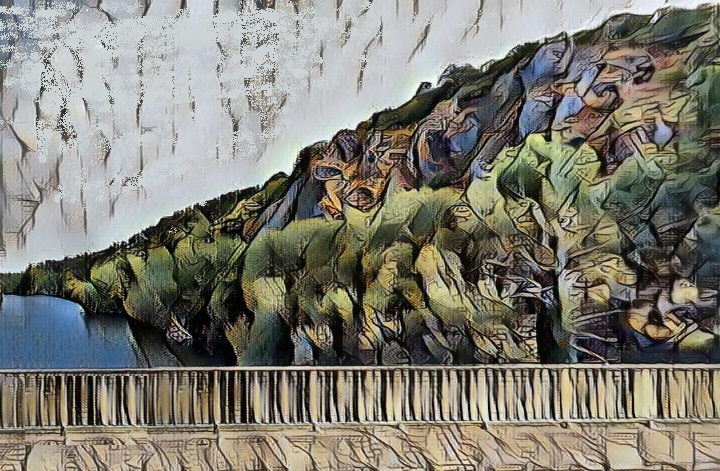
Gare de Plechatel Rocher Uzel - Peinture

## Situation ferroviaire
Établie à 13 m d'altitude, la gare de Pléchâtel est située au point kilométrique (PK) 403,144 de la ligne de Rennes à Redon, entre les gares de Saint-Senoux - Pléchâtel et de Messac-Guipry.

## Histoire
La gare de Pléchâtel est mise en service en novembre 1864, par la compagnie des chemins de fer de l'Ouest, soit deux ans après l'inauguration de la ligne.
Dans la première moitié du vingtième siècle, il y avait une cidrerie (Etablissements Riaud) et la poste de Pléchâtel. Les graviers puisés dans les Carrières de Montserrat à Saint-Malo-de-Phily, étaient chargés dans des wagons-conteneurs des chemins de fer, à l’aide d’une grue grise.

## Fréquentation
De 2015 à 2023, selon les estimations de la SNCF, la fréquentation annuelle de la gare s'élève aux nombres indiqués dans le tableau ci-dessous.
| Année     | 2015   | 2016   | 2017   | 2018   | 2019   | 2020   | 2021   | 2022   | 2023   |
| --------- | ------ | ------ | ------ | ------ | ------ | ------ | ------ | ------ | ------ |
| Voyageurs | 19 286 | 16 712 | 17 055 | 13 570 | 16 198 | 11 508 | 10 673 | 17 992 | 24 166 |

## Service voyageurs

### Accueil
Halte SNCF, c'est un point d'arrêt non géré (PANG) à entrée libre, elle dispose de deux quais avec abris. Un parking pour les véhicules est aménagé.

### Desserte
Pléchâtel est desservie par des trains TER Bretagne circulant sur les lignes : no 08 Rennes - Messac-Guipry et no 15 Rennes - Redon. Une dizaine de trains quotidiens s'arrêtent en gare.